# Роберт Торренс (економіст)
Роберт Торренс (1780 — 27 травня 1864) був офіцером Королівських морських піхотинців, політичним економістом, співвласником впливової газети "Глобус " та плодовитим письменником. Він також очолював колегію комісії з колонізації Південної Австралії, засновану в Лондоні, створену згідно з Законом Південної Австралії 1834 року для нагляду за новою колонією Південної Австралії, до того, як колонія збанкрутувала, і він був звільнений з посади у 1841 році. В основному він був відомий тим, що займався справою еміграції в нову колонію, і його ім'я живе в головній річці Аделаїди, Торенсі, передмісті Торренсвіля та деяких інших місцях.
Його іноді називають полковником Робертом Торренсом, але його остаточне звання армії оспорюється в різних джерелах. Його син, сер Роберт Річард Торренс, провів багато років у Південній Австралії, навіть короткий час служив прем'єр-міністром штату, і став відомим своєю земельною реформою.

## Раннє життя та родина
Торренс народився у Херві-Хіллі, Деррі, Ірландія, син Роберта Торренса з Херві Хілл та його дружини Елізабет, племінниці Брістоу.
Сім'я Торренсів, яка, як вважалося, походить від шведського офіцера на службі у Вільгельма III Англійського, була великою і видатною сім'єю Деррі. Серед його численних двоюрідних братів був видатний військовий радник сер Генрі Торренс та ще один Роберт Торренс, суддя Суду громадянських справ (Ірландія) .  
Торренс одружився з Чаріті, дочкою Річарда Чута з міста Роксборо в графстві Керрі в 1801 році в Дубліні. Вони розлучилися у 1819 році, і Торренс поїхав до Англії. У вересні 1820 р. Він одружився з Естер Сарою, до шлюбу Серле.
Син Торренса Роберт Річард Торренс, адміністратор і політичний діяч у Південній Австралії, винайшов назву Торренської системи реєстрації земельних прав, яка широко використовується у Британській Співдружності та інших штатах (наприклад, Айова) та країнах.

## Військова кар'єра
Торренс увійшов до складу Королівських морських піхотинців у 1796 році. Він прославився у 1811 р., контролюючи захист Балтійського острова Анхольт від переважаючих сил Данії у Експедиції Валхерен, під час якої був важко поранений й за свою хоробрість отримав звання бревет-майора. На 200-річчя битви при Анхольті меч, подарований Торенсу, був придбаний Королівським музеєм морських піхотинців.
Після сдачі острова у серпні 1812 року гарнізон був передислокований до північної Іспанії взимку 1812 року разом з майором Джеймсом Малкольмом (James Malcolm) разом із іспанськими військами. Однак Торренс повернувся до Лондона 31 серпня, і йому було наказано звітувати в штаб відділу Вулвіч. Хоча Словник національних біографій (Dictionary of National Biography) (1885—1900) посилається на те, що він був призначений «полковником іспанського легіону», це твердження ще не обґрунтоване іншими джерелами. Є лист від 16 січня 1813 р., Підписаний Торренсом та Едвардом Нікольсом, із проханням, щоб Торренса не було відряджено до іспанської армії, а щоб Ніколлс зайняв його місце.
Згодом Торренс був призначений офіцером, який командував морськими піхотинцями Бленхайму (HMS Blenheim), і виконував цей обов'язок з 23 червня 1813 р. go 11 січня 1814 р. Його остаточне розгортання відбулося в Нижніх країнах узимку 1813—1814 рр. Під час облоги Антверпена. Він повернувся в Портсмут у березні 1814 року.

### Плутанина щодо рангу
Згідно з даними DNB, Торренса було присвоэно звання підполковника у 1819 році, полковника — у 1837 році; однак він вийшов на пенсію з половинною оплатою 1835 року. Згідно з походженням меча, поданого Торренсу в аукціонному каталозі, Торренс не бачив подальшої активної служби, але він залишався в Королівських морських піхотинцях до 1834 року, перебуваючи 1823–30 на половинному утримуванні. Це говорить про те, що звання підполковника у 1819 р. було тільки бревет-званням, й що він з 1823 по 1830 рік був на половинному утримуванні, отримавши звання у морській піхоті 1831 року й закцінчив службу у 1834 році.
Запис DNB для його сина, сера Роберта Річарда Торренса, називає старшого Торренса «підполковником».

## Економіст
Торренс був обраний членом Королівського товариства у грудні 1818 року.
Він був незалежним відкривачем принципу порівняльної переваги у міжнародній торгівлі, який, як правило, приписується Девіду Рікардо, хоча Торренс писав про це у 1815 році, за два роки до того, як книга Рікардо «Про принципи політичної економії та оподаткування» (On the Principles of Political Economy and Taxation) була вперше опублікована. Він був рішучим прихильником католицької емансипації, видавши трактат й роман на цю тему.
Торренс був засновником Клубу політичної економії. Він також був одним із перших, хто розробляв теорію оптимального тарифу, випередивши думки Дж. Ст. Мілля з цього приводу на 11 років. Його обстоювання взаємності, а не беззастережної вільної торгівлі у 1840-х роках було дуже суперечливим, і пізніше він був названий попередником прихильників кампанії з тарифних реформ Джозефа Чемберлена (Joseph Chamberlain's tariff reform).
Торренс був активним прихильником еміграції, яка фінансується державою, для подолання демографічного перевантаження у Сполученому Королівстві (зокрема, в Ірландії; він стверджував, що рівень життя в Ірландії може бути ефективно покращений лише завдяки зростанню ірландського сільського господарства, але у той самий час це призведе до масових короткочасних міграцій заробітчан, яких треба якось підтримувати під час перехідного періоду).

## Південна Австралія
Раніше він був зацікавлений у плані створення поселення у Новій Зеландії, а також у колонії Сван Рівер Томаса Піла (1829), але особисто Торренс долучився до схем еміграції разом із Південною Австралійською земельною компанією (South Australian Land Company, SALC) лише 1831 року. Після провалу SALC він приєднався до асоціації Південної Австралії, можливо, сподіваючись, що він буде призначений губернатором Південної Австралії.
Це не відбулося, але він був призначений головою Комісії з колонізації Південної Австралії, ставши одним із 14 колоніальних комісарів Південної Австралії, всі, крім одного, базувалися в Лондоні. Ця рада була створена для нагляду за новою колонією Південної Австралії, і Торренс вклав багато часу та енергії для написання та підготовки лекцій для потенційних емігрантів та інвесторів колонії. Однак його фінансової адміністрації бракувало майже в усіх відношеннях: він витрачав гроші на рекламні схеми; замовив дорогі опитування, які порушили роботу Вільяма Лайта щодо обстеження колонії; віддавав перевагу тим, хто визнав, що мають значні засоби, але не створив механізму для перевірки свого передбачуваного багатства; та надавали безкоштовні проходи нерегульованим способом. Він мало доклав зусиль, щоб допомогти Джорджу Голеру, який був призначений постійним комісаром та губернатором після від'їзду Джона Гіндмарша, з невеликою фінансовою допомогою Англії. Таке неправильне управління, поряд з іншими факторами, такими як занадто швидка імміграція, що надто швидко призводить до безробіття, призвело до того, що Південна Австралія збанкрутує. Торренс був розстріляний у 1841 році (хоча в той час Гаулер був головним козлом відпусту для провінції), а Закон про Південну Австралію 1842 р. Переніс колонію під пряме управління Корони.

## Політика
Він представляв Іпсвіч, Суффолк як віга в Палаті громад у 1826 році, Ешбертон, Девон у 1831 році і, як перший депутат, новий виборчий округ Болтона, Ланкашир з 1832 по 1835 рік.

## Письменник
Щорічний реєстр говорить: "Він був невтомним письменником; постановки його пера, які містять велику різноманітність трактів про теми політичної економії, кілька вмілих памфлетів про валюту та деякі літературні зусилля легшого класу, поширюються на період п'ятдесяти років. Деякий час полковник Торренс був власником і редактором газети " Глобус ". Він був умілим і чітким письменником, і йому вдалося кинути багато світла на деякі з тих непростих питань, пов'язаних з грошовою наукою, які є каменем спотикання для економічних студентів ".

## Смерть та спадщина
Торренс помер 27 травня 1864 року у віці 84 років у Лондоні. Його пережила друга дружина.
Він захоплювався трактатами про політичну економію та інші політичні ідеї.
Незважаючи на свою енергію та невтомне відстоювання колонії Південної Австралії, Торренс був людиною, яка фактично збанкрутувала її через своє погане управління своїми фінансами, що призвело до того, що він став Колонією Корони в 1842 році . Однак у 1840-х роках він допоміг реформувати компанії, які видобували мідь і будували залізниці в Південній Австралії.
Річковий Торренс (Kara-wirra-parri), який проходить через Аделаїду, був названий губернатором Гіндмаршем на його честь у 1836 році, а губернатор Голер назвав місцем першої карантинної станції, острів Торренс, у 1837 році. Дослідник Едвард Ейр назвав велике солене озеро на півночі колонії озеро Торренс у 1839 році, а передмістя Торренсвіль та райони Східного та Західного Торренсу також відзначили Роберта Торренса.
Проте Торренс Парк був названий на честь його сина, сера Роберта Торренса.

## Праці
У списку Аллібона його роботи за номером 36:
- Економісти спростували, 1808 . ["Економісти" в цьому контексті посилаються на прихильників французької фізіократичної теорії, що сільське господарство було єдиним реальним джерелом багатства. ]
- Целібія Вибір чоловіка (1809), роман
- Нарис грошей і паперової валюти, 1812 рік.
- An Essay on the External Corn Trade. Hatchard. 1815.
- An Essay on the Production of Wealth: With an Appendix, in which the Principles of Political Economy are Applied to the Actual Circumstances of this Country. Longman, Hurst, Rees, Orme, and Brown. 1821.
- Листи про комерційну політику, 1833 рік.
- On Wages and Combination. Longman, Rees, Orme, Brown, Green, & Longman. 1834.
- Колонізація Південної Австралії 1835 року
- Принципи та практична робота з законопроектом сера Роберта Піла 1844, 1844 років.
- Тракти з фінансів і торгівлі, 1852 рік.

## Військові звання та відзнаки
| Ранг                 | Одиниця                       | Дата призначення  | Примітки                                              |
| -------------------- | ----------------------------- | ----------------- | ----------------------------------------------------- |
| Молодший лейтенант   | Морські сили Її Величності    | 1 лютого 1796     |                                                       |
| Лейтенант            | Морські сили Її Величності    | 18 листопада 1797 |                                                       |
| Капітан              | Королівські морські піхотинці | 26 липня 1806     |                                                       |
| Бревет-майор         | Королівські морські піхотинці | 12 квітня 1811    |                                                       |
| Бревет- підполковник | Королівські морські піхотинці | 12 серпня 1819    | Половина оплати зменшеного створення корпусу 1823–30. |
| Майор                | Королівські морські піхотинці | 4 червня 1831     | [ 25 ]                                                |

## Подальше читання
- The House Of Commons: Constituencies Beginning With "I": Ipswich: Robert Torrens, MP for Ipswich 1826-1827, Ashburton 1831-1832 and Bolton 1832-1834; and his son, Sir Robert Richard Torrens, MP for Cambridge 1868-1874. Leigh Rayment. 31 липня 2018. Архів оригіналу за 18 вересня 2018. — відтворює статтю, що з'явилася в австралійському журналі « Parade» за січень 1972 року. (Індекс опублікований як книга: Cobden, Vera. Parade magazine: Index to know your ancestors, 1970-1980. Heraldry and Genealogy Society of Canberra. ISBN 978-0-949543-03-5.  Cobden, Vera. Parade magazine: Index to know your ancestors, 1970-1980. Heraldry and Genealogy Society of Canberra. ISBN 978-0-949543-03-5.  Cobden, Vera. Parade magazine: Index to know your ancestors, 1970-1980. Heraldry and Genealogy Society of Canberra. ISBN 978-0-949543-03-5.)
- Colonel Robert Torrens. The History of Economic Thought. Institute for New Economic Thinking.
- Hansard 1803—2005: Hansard 1803—2005: Іпсвіч 17 червня 1826 р. — 23 лютого 1827 р .; Ашбертон 5 травня 1831 р. — 5 січня 1835 р .; Болтон 10 грудня 1832 р. — 6 січня 1835 р .; 63 внески, у 1826, 1827, 1831, 1832 роках
- Meenai, S.A. (1956). Robert Torrens-1780-1864. 23 (89). http://www.jstor.org/stable/2551268 .
- thepeerage.com